# مونت فایوکون-دی آرگون
مونت فایوکون-دی آرگون (به فرانسوی: Montfaucon-d'Argonne) یک کمون در فرانسه است که در کمون مونت فایوکون-دی آرگون واقع شده‌است.

## خصوصیات
مونت فایوکون-دی آرگون ۲۳٫۶۱ کیلومترمربع مساحت و ۳۱۴ نفر جمعیت دارد و ۲۸۰ متر بالاتر از سطح دریا واقع شده‌است.

## پیوند به بیرون

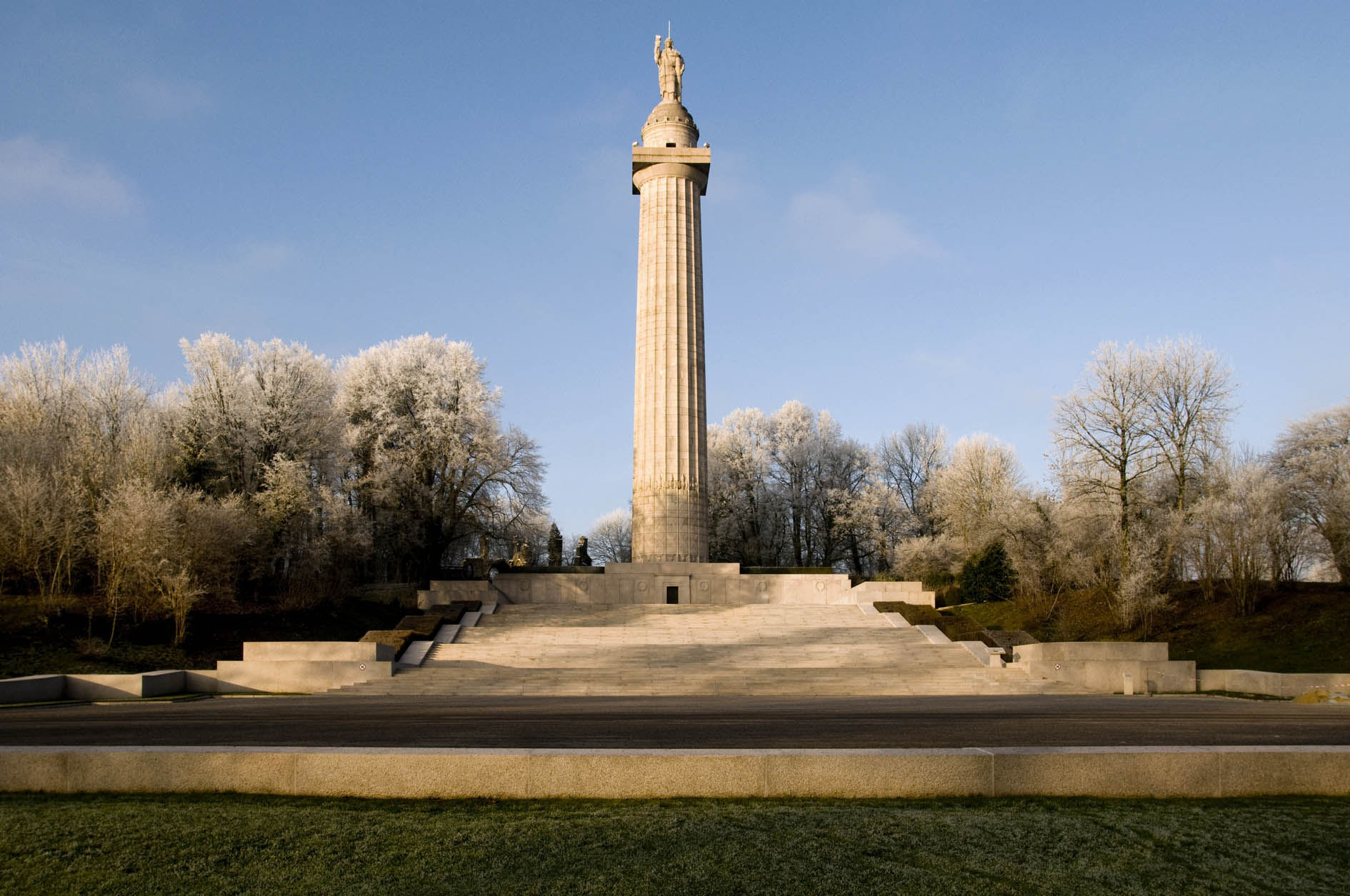
بنای یادبود آمریکاییان

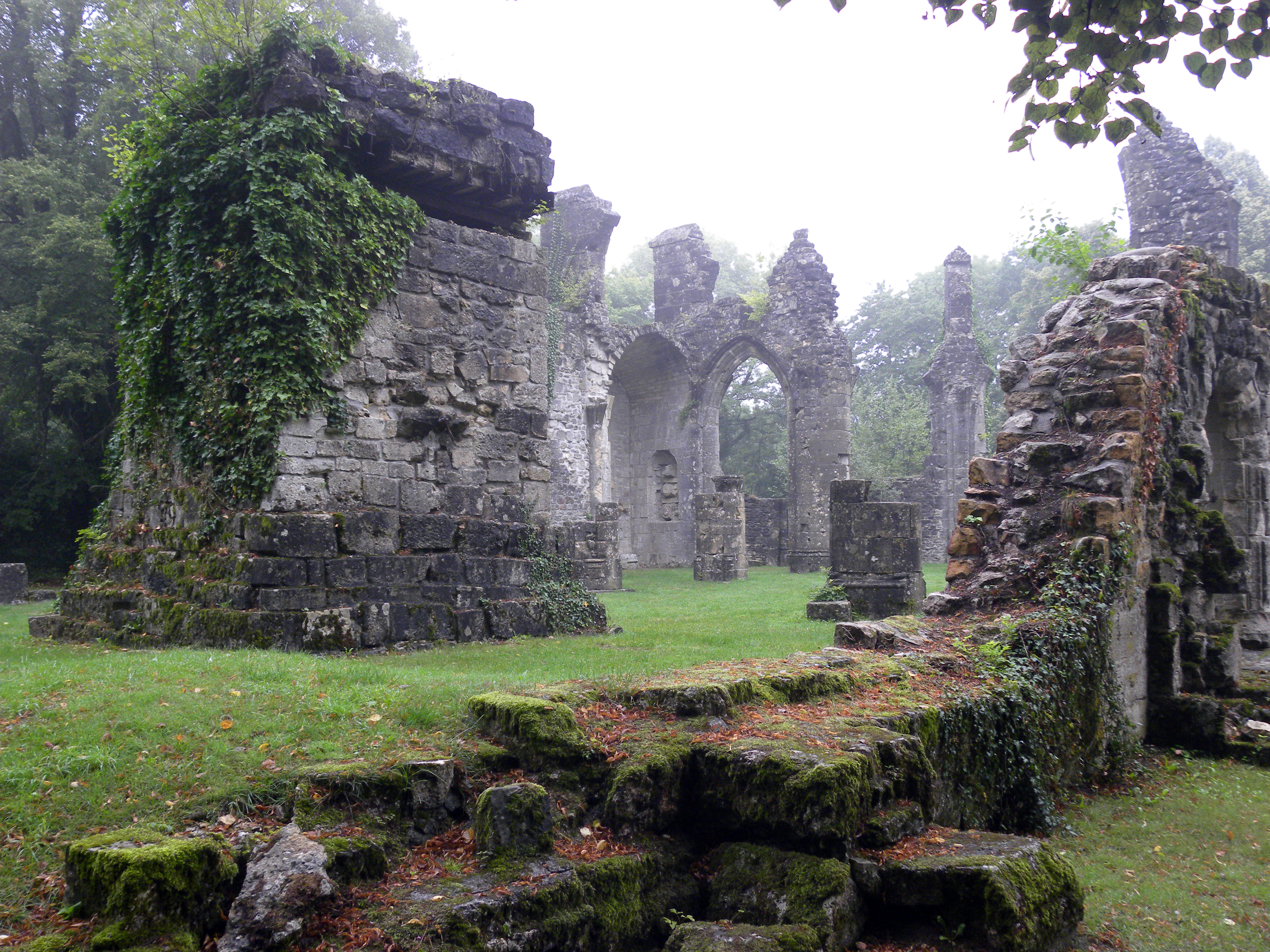
یک کلیسای خراب در جریان تهاجم آرگون.